# История Иллинойса

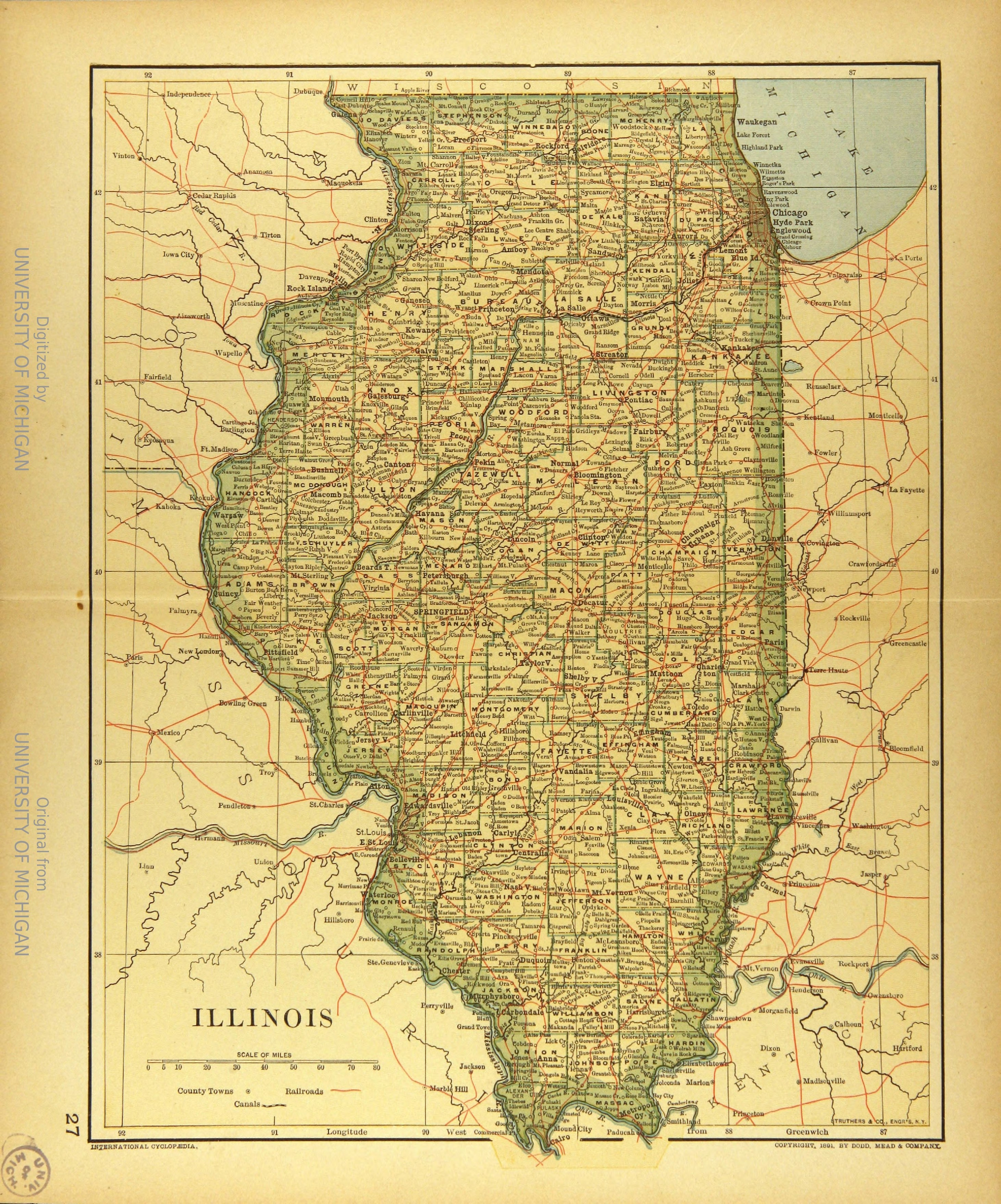
Карта Иллинойса 1894 года

История штата Иллинойс может быть условно разделена на четыре основных периода: доколумбова эпоха, эра исследований и колонизации европейцами, развитие территории в пределах американских границ, рост и становление штата, как одного из самых густонаселённых и экономически мощных в США.

## Доколумбовый период
Неподалёку от города Коллинсвилл, штат Иллинойс располагается исторический памятник Кахокия, представляющий группу из 109 курганов, до XVI века здесь находился центральный город Миссисипской культуры, исчезнувшей по неизвестным причинам между 1400 и 1500 годами. Другой важной силой была конфедерация Иллинойсов — политический союз между несколькими племенами, чьё имя носит и штат Иллинойс. В XVII—XVIII веках племена Иллинойсов сильно пострадали от войн с ирокезами и другими северными племенами, спровоцированными европейской экспансией. В итоге они были вытеснены с этих земель и их заменили племена потаватоми, майами, сауки и другие.

## Европейская колонизация
В 1673 году французские исследователи Жак Маркетт и Луи Жолье прошли на каноэ свыше 4000 км по рекам и озёрам Среднего Запада, включая реки Иллинойс и Миссисипи. А в 1680 году реку Иллинойс обследовал Кавелье де Ла Саль. В результате их исследований эти территории вошли в состав Новой Франции первоначально в составе провинции Канада, а с 1717 года в составе Луизианы.

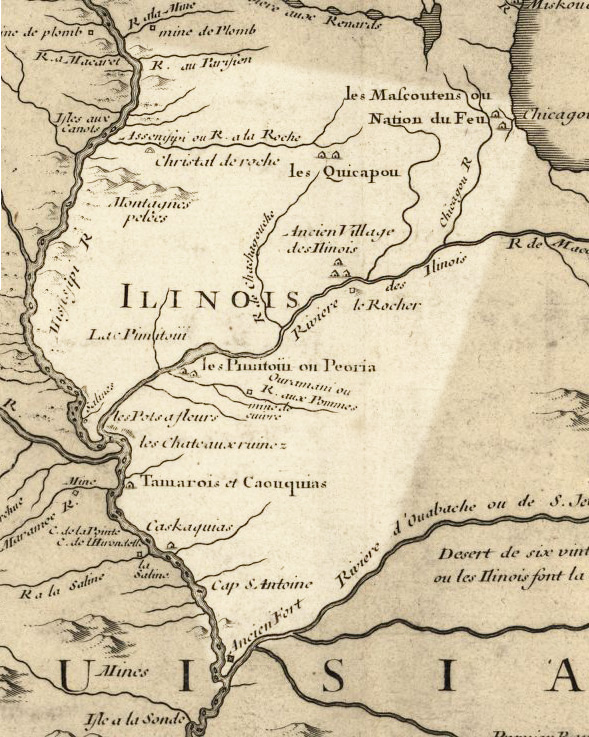
Иллинойс в 1718 году, примерная площадь выделена светлым цветом

В результате Семилетней войны Иллинойсская земля вошла в 1763 году в состав британской провинции Квебек. Во время Войны за независимость под командованием Джорджа Кларка англичане были изгнаны с этих мест, а территории вошли в состав Виргинии. В 1783 году этот регион был передан новым Соединённым штатам и стал частью Северо-западной территории.
В 1779 году объединением компаний Illinois и Wabash была образована Illinois-Wabash Company, цель которой заключалась в выкупе земель у индейцев, права на которые в 1763 году приобрели англичане. Компания Illinois ещё в 1773 году купила два больших участка земли, а Wabash в 1775-м приобрела ещё два. Поскольку Королевская декларация 1763 года запрещала частным лицам покупать земли у индейцев, Великобритания отказалась признавать эти сделки. После Войны за независимость объединённая компания обратилась в Верховный суд США, но и тот признал сделку частных лиц и индейцев недействительной.

## Северо-западная территория
Ещё когда формировалась Конфедерация штатов, было решено, что восточные штаты откажутся от претензий на земли между Огайо и Миссисипи. Последним штатом, снявшим свои претензии, стал Массачусетс в 1786 году. США получили формальные права за западные земли, но у государства были большие долги, а единственным источником дохода была продажа западных земель. По этим причинам Конгресс был заинтересован как можно быстрее организовать заселение СМеверо-запада. Уже в 1784 году был принят составленный Томасом Джефферсоном «Ордонанс 1784 года», согласно которому предполагалось разделить западные земли на 17 штатов квадратной формы; поселенцы должны были сформировать своё собственное территориальное управление, а по достижении численности в 20 000 человек они могли составить свою конституцию и вступить в Союз на общих правах. Предложение запретить на новых территориях рабство было отклонено Конгрессом. Этот проект остался только на бумаге, но многие его положения вошли в последующие проекты устройства Огайо. В 1785 году был принят новый закон, «Ордонанс 1785 года», который детально оговаривал землемерные работы. Предполагалось разделить всю территорию на квадратные «секции» размером миля на милю, 36 секций образовывали квадратный «тауншип», а тауншипы группировались в «участки» (ranges). Седьмая часть всех земель была выделена для ветеранов войны, а секция № 16 была зарезервирована под нужды системы образования. Штат Огайо стал экспериментом по созданию системы государственного образования, а принцип резервации земель под нужды школ стал потом применяться на всём пространстве до Тихого океана. В 1787 году был принят «Северо-западный ордонанс», который оформил принципы заселения, управления, и принятия штатов Северо-Запада в Союз. Согласно этому документу, Конгресс назначал губернатора, а когда население территории достигало 5 000 человек, она получала право сформировать свою Ассамблею с ограниченными полномочиями. По достижении численности 60 000 человек территория создавала свою конституцию и превращалась в штат. Эта схема тоже стала типовой при организации всех последующих территорий. Шестая статья Ордонанса запрещала рабство на Северо-западной территории, что превращало рабство из общенационального в региональный институт.

## Территория Иллинойс
3 февраля 1809 года актом Конгресса территория Индиана была разделена на две части и была образована Территория Иллинойс, куда вошли все земли будущего штата и все земли к северу до Канады. Каскаския стала столицей территории, а кентуккиец Ниниан Эдвардс был назначен первым и единственным территориальным губернатором. Сначала правительство территории состояло из губернатора и трёх судей, но в 1812 году Иллинойс стал территорией второго класса, у него появилась выборная Ассамблея и свой делегат в Конгрессе (Сэдрах Бонд). Между тем в 1811 году обострились конфликты с индейцами. Губернатор ощущал приближение большой войны, поэтому готовился к ней, закупал оружие и строил укрепления. В 1812 году был основан Форт Расселл около Эдвардсвилла, который стал крупнейшим фортом Иллинойса и штабом ополчения. Летом 1812 года началась Англо-американская война, 16 августа сдался форт Детройт и было приказано эвакуировать форт Дирборн в Иллинойсе (основанный в 1803 году на месте будущего Чикаго), но индейцы напали на гарнизон форта во время эвакуации и произошло сражение у форта Дирборн, самое кровопролитное сражение между индейцами и белыми в Иллинойсе.
После окончания войны территория Иллинойс четыре года стремительно заселялась, в основном выходцами из штатов Юга, которые селились вдоль больших рек и преимущественно в Южной Иллинойсе. Из-за этого многие традиции и привычки южан были перенесены в южный Иллинойс. Количество округов за эти годы выросло до 15-ти, а численность населения к 1920 году достигла 55 211 человек. Примерно 5 % этого количество были французами. В 1814 году в Каскаскии стала издаваться первая газета, The Illinois Herald. В 1817 году по Миссисипи в Сент-Луис прибыл первый пароход, Zebulon M. Pike. В январе 1818 года население выросло уже настолько, что легислатура Иллинойса поручила Натаниелю Поупу, делегату в Конгрессе, подать официальный запрос о получении статуса штата. Конгресс утвердил запрос и обозначил границы будущего штата, при этом северная граница предполагалась по линии 41° 39. Однако Поуп предложил провести её севернее, по линии 42° 30', чтобы штат получил доступ к озеру Мичиган и по нему к Северным Штатам, привязался к ним экономически и не покинул бы Союз в случае сецессии южных штатов. Поуп обещал, что с такой границей Иллинойс станет краеугольным камнем Союза. Предложение Поупа дало Иллинойсу полосу шириной 60 миль, на которой впоследствии было образовано 14 округов, и именно их голоса обеспечили в 1856 году победу республиканцам в штате. Предложение Поупа привело и к включению в границы Иллинойса порта Чикаго, что повлияло на всё последующее развитие Иллинойса.
Летом 1818 года в Каскаскии собрался конституционный конвент, который создал первую конституцию Иллинойса. Она вводила три ветви власти, должность губернатора и вице-губернатора. Все чиновники назначались легислатурой. Право голосования получили все белые мужчины старше 21 года. Конституция запрещала тюремное заключение за долги. Она содержала запрет на распространение рабства в штате, но признавала подневольный труд. Легислатура имела право неограниченно брать кредиты, что впоследствии поставило штат на грань банкротства. Сэдрах Бонд был избран губернатором без оппозиции. Француз Пьер Менард стал первым вице-губернатором. Ниниан Эдвардс и Джессе Томас стали первыми сенаторами от Иллинойса. Первая легислатура Иллинойса состояла из 14-ти сенаторов и 28-ми членов палаты представителей. 3 декабря 1818 года конституция Иллинойса была одобрена Конгрессом, а сам Иллинойс официально стал 21-м штатом США.

## Формирование штата

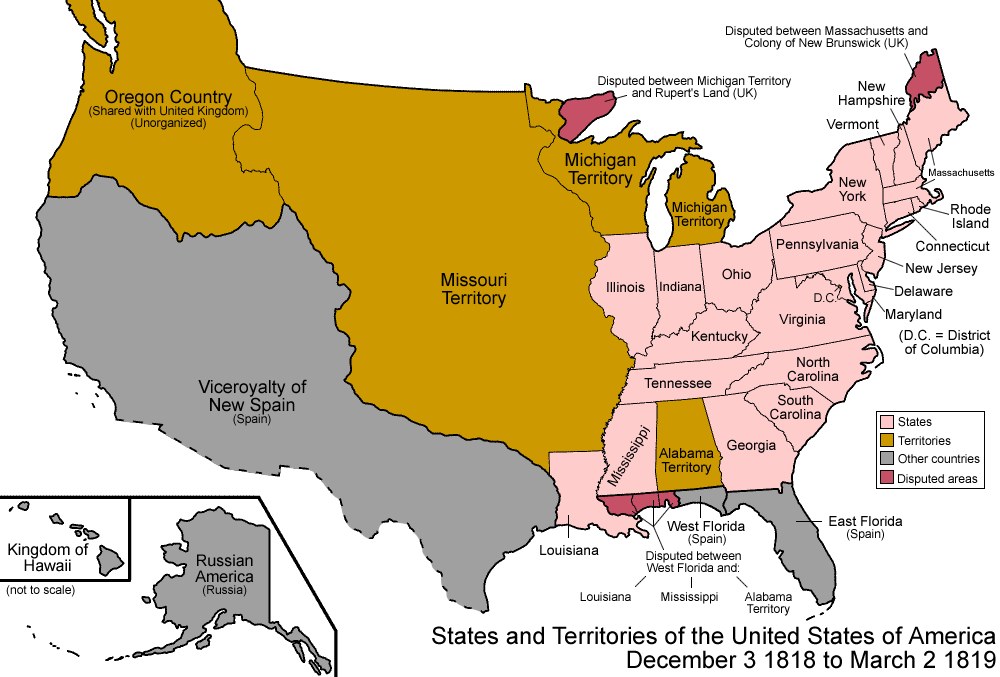
США после принятия Илинойса.

Иллинойс был принят в Союз в тот момент, когда споры о рабстве только начинались, и сенаторам от Иллинойса пришлось участвовать в первых дискуссиях по этому вопросу. Уже при обсуждении принятия Иллинойса были предложения потребовать от него изменения конституции таким образом, чтобы убрать из неё разрешение на подневольный труд и некоторые элементы рабовладения, но это предложение не получило поддержки большинства. На сессии 1818—1819 года в Конгрессе встал вопрос о принятии в Союз штата Миссури, и снова от него потребовали запрета рабовладения. На голосовании в Палате представителей голос Джона Маклина, представителя от Иллинойса, мог бы быть решающим для запрета рабства в Миссури, но он не стал голосовать за отмену, что позволило принять Миссурийский компромисс, согласно которому Миссури был принят в Союз рабовладельческим штатом. Из-за этого Маклин не был переизбран в Конгресс в 1819 году. Победа рабовладения в Миссури привела к тому, что в Иллинойсе возникли предложения изменить конституцию и убрать из неё запрет рабства. Как раз в этот момент до Иллинойса дошёл экономический кризис 1819 года, стали падать цены на товары и землю, поэтому многим в штате казалось, что снятие запрета на рабство привлечёт богатых плантаторов Юга, которые будут легко тратить деньги и смогут скупать фермы у тех, кто желает покинуть штат. Таким образом, вопрос рабства стал основным вопросом на губернаторских выборах 1822 года.
Аболиционисты выдвинули кандидатом Эдварда Колса, вирджинского плантатора, которые переехал в Иллинойс со всеми своими рабами, где сразу дал им свободу и землю. Его оппоненты выдвинули сразу двух кандидатов, но победил Колс, набрав 2 854 голоса (при 2443 и 522 у его соперников). В первом же обращении к легислатуре он сказал, что в Иллинойсе ещё сохранились элементы рабства, а права потомков французских колонистов уже утратили значение за сроком давности, поэтому предложил полностью отменить рабство и все законы о чернокожих. Легислатура пришла к выводу, что у неё нет полномочий на отмену рабства, но это можно сделать через специальный конвент. Сразу началась борьба за созыв такого конвента, и в феврале 1823 года решение о его созыве было одобрено. Но когда в 1824 году прошло общее голосование о созыве конвента, то 4 972 человек проголосовали за созыв, а 6 640 человек против, и вопрос был закрыт. Колс снова предложил на этом основании отменить рабство, но каких-либо действий в этом направлении не последовало.
На президентских выборах 1824 года примерно поровну голосов набрали Джексон, Адамс и Кроуфорд, так что голосование было перенесено в Палату представителей. Дэниел Кук, делегат от Иллинойса, отдал голос штата за Адамса, чем способствовал его победе. Это вызвало недовольство иллинойсцев, который в массе голосовали за Джексона, поэтому Кука не переизбрали в Конгресс, отправив вместо него Джозефа Дункана.
В 1825 году самым ярким событием стал визит генерала Лафайета. Как только он прибыл в Нью-Йорк, легислатура Иллинойса отправила ему приглашение вместе с письмом от губернатора Колса, который некогда встречался с Лафайетом в Париже. Однако, у Лафайета было мало времени на путешествие, поэтому он смог посетить только Каскаскию и Шонитаун на пути из Сент-Луиса. Легислатура выделила $6475 на организацию встречи, а Колс отправил встречать генерала своего адъютанта Уильяма Стивена Гамильтона, сына Александра Гамильтона. Некоторые жители Каскаскии в прошлом сражались под командованием Лафайета в сражениях при Брендивайне и Йорктауне.
В 1826 году на севере Иллинойса, на месте цинковых и свинцовых месторождений, был основан город Галена (Галенит). Это привело к наплыву шахтёров и конфликту с проживающими в регионе индейцами виннебаго, которых подержали сауки, фоксы и сиу. Для наведения порядка пришлось вводить регулярную армию, усиленную добровольцами. В том же году губернатором был избран Ниниан Эдвардс, бывший территориальный губернатор. Как и Колс, он не ладил с легислатурой, которая приняла ряд непродуманных финансовых решений. Так как делегаты легислатуры в то время боялись раздражать население увеличением налогов, то для покрытия расходов они стали использовать средства и земли, зарезервированные под школьное образование. В 1830 году губернатором стал Джон Рейнольдс, при котором обострился конфликт с индейцами. С 1829 года федеральные власти требовали от индейцекв покинуть северный Иллинойс в соответствии с договором 1804 года, но многие индейцы не признавали этот договор. В 1831 году индейцы открыто отказались повиноваться. Губернатор мог бы оставить это дело на усмотрение федералов, но вместо этого он собрал 700 ополченцев, и вынудил вождя Чёрного Ястреба уйти за Миссисипи с обещанием не возвращаться, в обмен на снабжение зерном. Но так как штат не смог снабдить индейцекв зерном, то сочли договор нарушенным и в апреле 1832 года вернулись назад. Началась Война Чёрного Ястреба. Против индейцев выступили 1000 регуляров, 2000 ополченцев и лично губернатор. В боевых действиях участвовали Закари Тейлор, Джефферсон Дэвис (офицеры регулярной армии) и Авраам Линкольн (капитан ополчения). Им не удалось найти индейцев, но один отряд ополченцев был разбит в сражении при Стилмэн-Ран. Пришлось перебрасывать в Иллинойс ещё 1000 регуляров под командованием Уинфилда Скотта, но новых сражений не последовало, и индейцы ушли за Миссисипи.

## Период Джексоновской демократии
…
В 1838 году губернатором стал Томас Карлин. Уже на второй год его губернаторства стало очевидно, что строительные программы штата начаты необдуманно. Легислатура постановила остановить все проекты, кроме строительства канала. Ещё много лет после этого в Иллинойсе можно было видеть заброшенные каналы, железнодорожные насыпи, и иные остатки тех проектов. Иллинойс вошёл в полосу кризиса. Урожаи были скудными, банки разорились, население было в долгах. Сам штат был на грани банкротства, его долг вырос до $14 миллионов, а население составляло 476 000 человек, и налогов едва хватало на содержание правительства, что не позволяло выплачивать проценты по долгу. Деловая Иллинойса сильно пострадала, и люди стали покидать штат. В такой обстановки в 1842 году губернатором стал Томас Форд. В инаугурационной речи он объявил, что Иллинойс не должен признавать себя банкротом, а сможет восстановить своё доброе имя. Легислатура подняла налоги, пустила на продажу земли штата, снизила проценты по обязательствам штата, предельно сократила расходы правительства и этими мерами сумела снизить долг до $6 миллионов. Репутация штата была восстановлена, приток мигрантов возобновился, а в 1845 года Иллинойс пошёл в фазу экономического процветания. Форд вывел штат из кризиса, но ничего не заработал лично себе и провёл остаток жизни в нищите.

### Мормоны в Наву

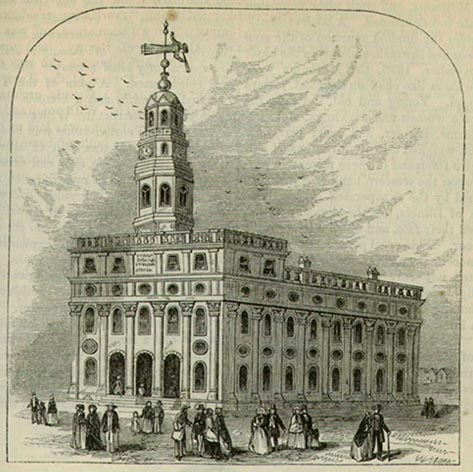
Церковь мармонов в Наву, иллюстрация из Harper’s Magazine

В 1839 году члены Церкви Иисуса Христа Святых последних дней, последователи которой известны как мормоны, основали поселение, получившее название Наву. Город, расположенный вдоль реки Миссисипи, стремительно вырос до 12 тыс. жителей и даже некоторое время соперничал на звание крупнейшего в Иллинойсе. К началу 1840-х годов церковь, возведённая в Наву, стала одним из самых больших зданий в штате на то момент. В 1844 году основатель Движения святых последних дней Джозеф Смит младший был убит в окрестностях города Картаж, несмотря на то, что находился под защитой судебной системы Иллинойса, а его безопасность гарантировал лично губернатор Томас Форд. В 1846 году мормоны под руководством Бригама Янга покинули Иллинойс и направились в нынешний штат Юта, который тогда ещё был мексиканской территорией. Лишь небольшая группа мормонов осталась в Наву. Сегодня в городе есть ряд восстановленных зданий периода пребывания здесь движения Святых последних дней.

### Мексиканская война
Когда в 1846 году началась война с Мексикой, губернатор Форд объявил о наборе добровольцев, и энтузиазм в штате был так велик, что было собрано 9 пехотных полков. Военный департамент согласился принять на службу три полка, а позже в виду исключения, ещё один. 1-й (Джона Хардина) и 2-й Иллинойские полки принимали участие в сражении при Буэна-Висте, стояли в первой линии армии и вместе с 2-м Кентуккийским отбивали последнюю, самую ожесточённую атаку мексиканской армии. 3-й и 4-й Иллинойские полки участвовали с осаде Веракруса и наступлении Скотта на Мехико, в частности, в сражении при Серро-Гордо. Иллинойские полки были расформированы в мае 1847 года, после чего в Мексику было отправлено ещё два полка, но они не принимали участия в серьёзных боях.

### Предвоенное десятилетие
В 1853 году сенатор штата Джон Логан выступил за принятие закона, запрещавшего селить в штате афроамериканцев, в том числе вольноотпущенников. После 1865 года Логан сменил свою позицию на противоположную и стал ведущим защитником их гражданских прав.

## Гражданская война

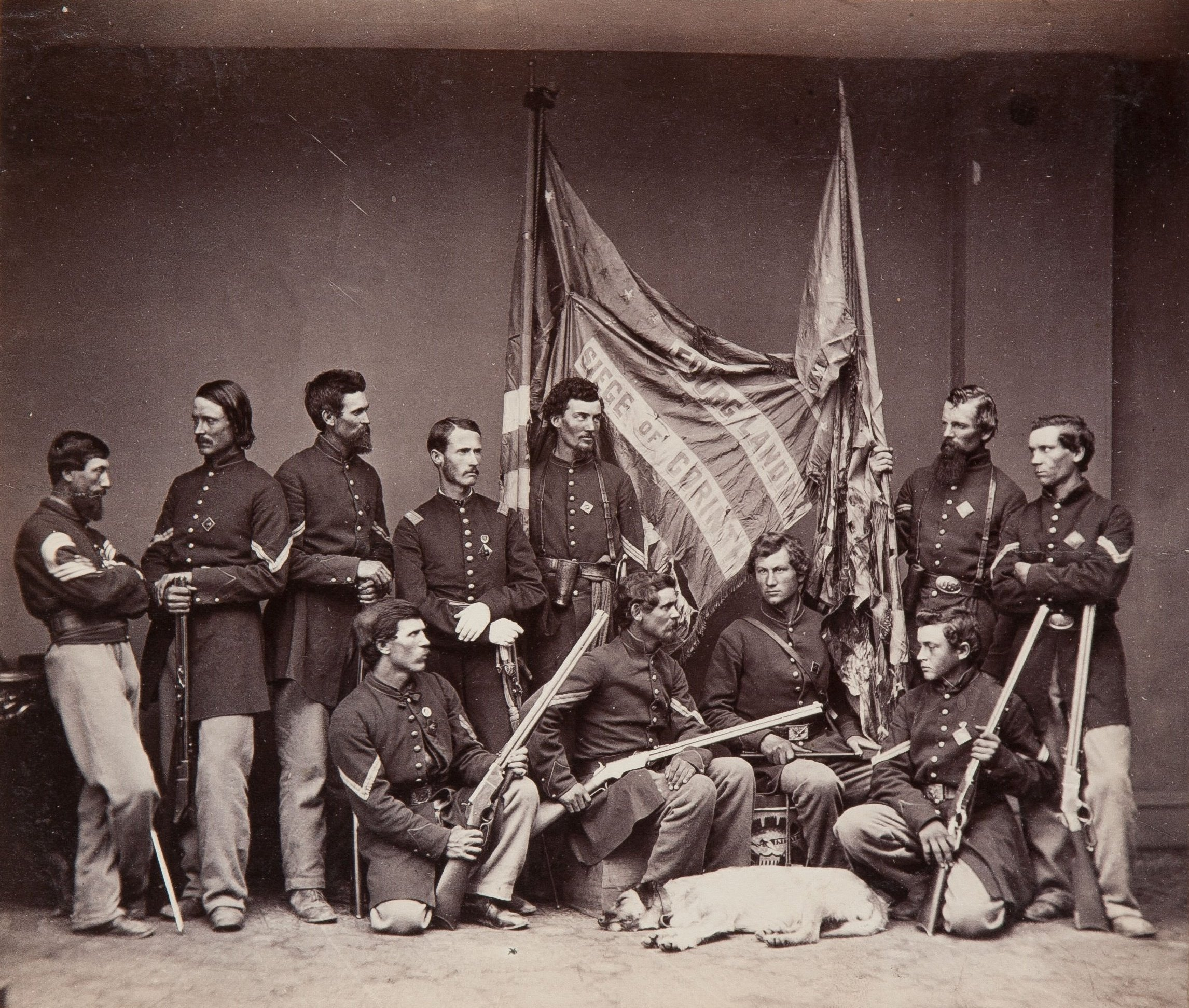
71-й пехотный полк Иллинойса

Во время гражданской войны более 250 тыс. мужчин из Иллинойса служили в армии Союза, кроме того штат был главным поставщиком зерна и мяса северянам. Начиная с первого призыва от президента Авраама Линкольна и в течение всей войны, штат Иллинойс организовал 150 пехотных полков, которые были пронумерованы от 7 IL до 156 IL. Были собраны 17 кавалерийских полков, а также два лёгких артиллерийских полка. Самый знаменитый участник войны Улисс Грант был из города Галена. Республиканцы, под твёрдым руководством губернатора Ричарда Йейтса взяли на свой контроль управление войсками.

## Послевоенный период
В 1871 году штат пережил разрушительный чикагский пожар.
К 1880 году Иллинойс занимал 4-е место по числу жителей и принял несколько волн европейской иммиграции. В конце XIX и начале XX века штат стал ареной мощного развития профсоюзного, рабочего, забастовочного движений и серьёзных классовых конфликтов. В результате уже к концу века трудящиеся добились реформы промышленной инспекции и признания профсоюзов, к 1903 году — введения 8-часового рабочего дня и ограничения рабочей недели подростков 48 часами, а в 1909 году был введён 10-часовой рабочий день для женщин. Экономический и социальный рост штата продолжался и во время обеих мировых войн.

## XX век

### Эпоха прогрессивизма
В XX веке Иллинойс стал одним из ключевых штатов. В 1913—1917 губернатором был Эдвард Данн, демократ из Чикаго и лидер прогрессивного движения. Его преемником стал участник войны Фрэнк Лоуден, в 1920 и 1928 годах ставший одним из кандидатов в президенты от республиканцев.
В 1913 году женщины в Иллинойсе добились успеха в получении частичного избирательного права; штат стал первым, ратифицировавшим девятнадцатую поправку.

### Первая мировая война
На послевоенный период приходится модернизация промышленности и сельского хозяйства, стремительный рост численности населения. В настоящее время продолжается процесс образования крупных фермерских хозяйств, изменение этнического состава крупных городов за счёт меньшинств, укрепляется положение штата как одного из важнейших торгово-финансовых центров страны.

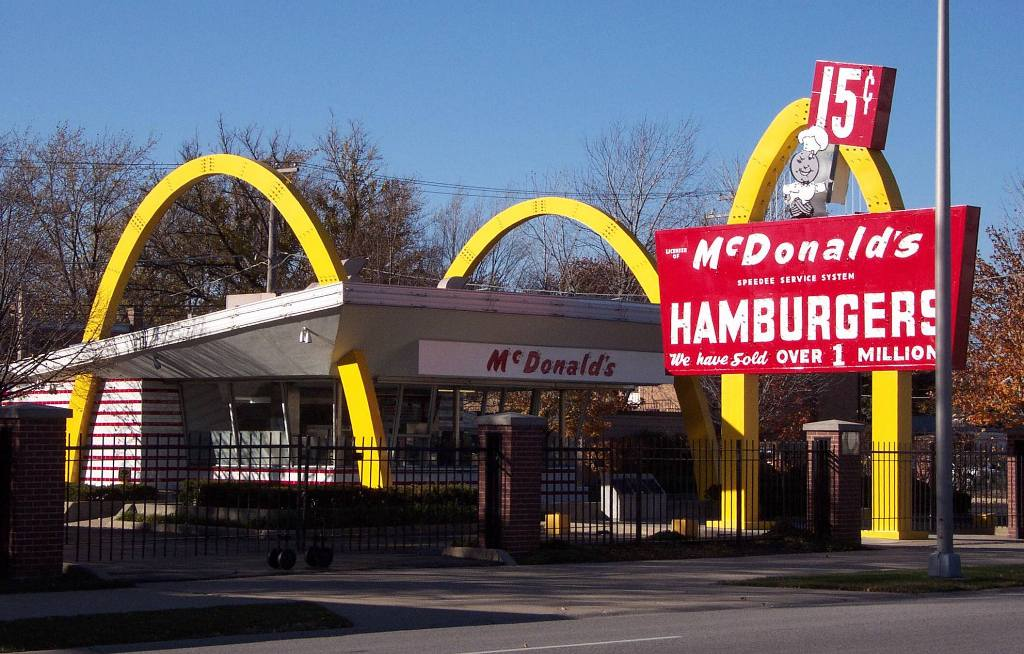
Первый ресторан McDonald’s в Дес-Плейнс, ныне музей

В 1933 году в Чикаго прошла выставка EXPO «Век прогресса». В 1937 годах разработка нефти в округах Марион и Кроуфорд привела к буму нефтедобычи в штате, а к 1939 году Иллинойс вышел на четвёртое место по производству нефти в США. В 1955 году бизнесмен Рэй Крок открыл первый ресторан, основанной им корпорации McDonald’s в Дес-Плейнс. В нём располагался музей, теперь он закрыт.. В 1959 году после открытия Морского пути Святого Лаврентия Чикаго получил выход к Атлантическому океану.
В 1949—1953 годах губернатором был известный юрист, демократ Эдлай Стивенсон. С 1961 по 1968 года руководил штатом Отто Кернер младший, который способствовал развитию экономики и образования, установлению равного доступа к работе и жилью, созданию служб охраны психического здоровья. Однако, в 1973 году федеральным судом Кернер был осуждён по 17 пунктам обвинения во взяточничестве и других расходах на посту губернатора. В 1968 году этот пост занял республиканец Ричард Огилви, воодушевлённый преобладанием однопартийцев в сенате, он приступает к модернизации правительства штата. Огилви успешно выступал за конституционную конвенцию, увеличение социальных расходов, а также ввёл в штате первый налог прибыль.
Иллинойс как ни один другой штат внёс вклад в развитие ядерных технологий. В рамках Манхэттенского проекта в Чикагском университете в 1942 году удалось добиться первых устойчивых ядерных цепных реакций (Чикагская поленница-1). В 1946 году основана Аргоннская национальная лаборатория. К 1960 году возле города Моррис была построена первая атомная электростанция Дрезден-1, финансируемая из частных источников. В 1967 году Фермилаб — национальный ядерный исследовательский центр, запустил ускоритель заряженных частиц, который на протяжении 40 лет был крупнейшим в мире.
В 1976 году на выборах губернатора победил Джим Томпсон, прокурор из Чикаго, который несколько раз переизбирался и занимал этот пост вплоть до 1991 года.
22 сентября 1985 года в Шампейне состоялся первый концерт общества помощи американским фермерам — «Farm Aid», основанного музыкантом, актёром и кинорежиссёром Вилли Нельсоном.
На выборах 1992 и 1994 годов, республиканцы составляли большинство в обеих палатах законодательного собрания штата. Это позволило им проводить политику увеличения финансирования образования, а также сокращения численности администрации штата, расходов и социальных программ.

### Статьи
- Ray A. Billington. The Frontier in Illinois History (англ.) // Journal of the Illinois State Historical Society. — University of Illinois Press, 1950. — Vol. 43, iss. 1. — P. 28—45.